# Hans-Gerd von Dücker
Hans-Gerd von Dücker (* 4. Februar 1942 in Breslau; † 24. April 2022 in Konstanz) war ein deutscher Jurist und Richter. Er war Präsident am Landgericht Heidelberg.

## Leben
Hans-Gerd von Dücker stammte aus dem Adelsgeschlecht Dücker ab und wuchs auf dem Familiengut in Westfalen auf. 1961 absolvierte er sein Abitur am Rotteck-Gymnasium in Freiburg im Breisgau und studierte von 1961 bis 1967 Rechtswissenschaften und Volkswirtschaft in München und Freiburg im Breisgau sowie Genf und Nizza. Anschließend war er drei Jahre als Rechtsreferendar in Freiburg im Breisgau tätig sowie Wissenschaftlicher Assistent am Institut für Öffentliches Recht und Europarecht der Universität Freiburg. 1969 wurde er mit der Dissertation über die Deutsche Steinkohlenreviere GmbH Rechtliche Gestaltung kooperativer Planung durch Staat und Wirtschaft zum  Dr. jur. promoviert. 1971 absolvierte er sein Zweites Juristisches Staatsexamen in Baden-Württemberg und trat in den höheren Justizdienst des Landes Baden-Württemberg ein.
Er war Richter am Landgericht in Konstanz sowie am Oberlandesgericht Karlsruhe mit Fachzuständigkeit im Speditions- und Frachtrecht. Er wurde Direktor des Amtsgerichts Singen und Vizepräsident des Landgerichts Konstanz sowie Vorsitzender der dortigen 3. Zivilkammer. 1999 erfolgte die Bestellung zum Präsidenten des Landgerichts Heidelberg und dortigem Vorsitz der 4. Zivilkammer mit den Zuständigkeiten Insolvenzrecht, Arzthaftung und Medizinrecht. Zudem hatte er die Leitung der Außenstelle des Landesjustizprüfungsamts Stuttgart in Heidelberg, die Leitung einer Arbeitsgemeinschaft im Zivilrecht für Rechtsreferendare und den Prüfungsvorsitz im Juristischen Staatsexamen in Heidelberg und Konstanz inne.
Von Dücker war Dozent an der Akademie Meersburg (1972–1979), Dozent des Deutschen Industrie- und Handelsangestellten Verbandes (1979–1992), Dozent der Bankakademie in Frankfurt am Main sowie Lehrbeauftragter der Universität Konstanz für Zivilrecht, Handels- 
und Gesellschaftsrecht. Seit 2004 war er Lehrbeauftragter, seit 2013 Honorarprofessor an der EBS Universität für Wirtschaft und Recht.
Von Dücker starb Ende April 2022 im Alter von 80 Jahren in Konstanz.

## Schriften
- Betriebliches Personalwesen. Teil 2, 1977
- Arbeitsrecht, Springer 1983
- Individualarbeitsrecht, 1994
- Kollektivarbeitsrecht, 1995